# Данни
Дание́л Миге́л А́лвиш Го́миш (порт. Daniel Miguel Alves Gomes; род. 7 августа 1983, Каракас), более известный как просто Данни́ (порт. Danny) — португальский футболист, выступавший на позициях центрального, левого и правого атакующего полузащитника.
Трёхкратный чемпион России, двухкратный обладатель Кубка России, победитель Суперкубка УЕФА, обладатель Кубка Чехии.
В 2008 году перешёл в «Зенит» за 30 миллионов евро, став самым дорогим внутренним трансфером на тот момент.

## Биография
Данни родился в семье Карлуша Данни и его супруги Герете. Отец Мигела был родом из Мадейры, откуда в 1979 году вместе с двумя друзьями уехал в Каракас. Там он открыл ресторан и там же познакомился со своей будущей супругой Герете. В семье родились дочь Катя и сын Мигел. Когда Мигел был маленьким, он интересовался двумя видами спорта — футболом и велоспортом. Родители посчитали, что их сын был слишком мал для занятия велосипедом и отдали его в местную футбольную секцию в колледже Святого Томаса де Вильянуэвы. Там он быстро стал лучшим игроком, после чего к нему приехали агенты клуба «Маритиму», предложившие Данни заниматься в их спортивной школе, для чего мальчику необходимо было уехать на Мадейру. Родители были против, но бабушка Мигела, Фернанду, жившая там, уговорила их отпустить молодого футболиста. Владеет португальским и испанским (родные языки), английским и русским языками.

## Клубная карьера
В возрасте 7 лет Данни уехал на Мадейру, где 10 лет жил вместе с бабушкой, тренируясь в клубе «Маритиму». Родители переехали в Португалию, когда Мигелу было уже 17 лет; там они открыли свой ресторан в Фуншале. 1 октября 2001 года Данни дебютировал в основном составе команды в матче с «Жил Висенте», выйдя на замену на 62 минуте встречи, завершившейся победой его команды 2:1. 15 декабря того же года он забил первый мяч за клуб, поразив ворота «Салгейруша» на 45 минуте, однако уже на 59 минуте встречи он был удалён; матч завершился поражением «Маритиму» со счётом 1:2. Всего за сезон 2001/2002 Мигел провёл 20 матчей и забил 5 голов, а его команда заняла 6 место в турнирной таблице.
В возрасте 18 лет на Мигела обратили внимание нескольких команд, в числе которых были ведущие клубы страны — «Спортинг» и «Порту». Данни, бывший болельщиком «Порту», согласился на переход в этот клуб, однако руководители «Маритиму» не согласились на сумму, предложенную за трансфер Мигела. Зато они договорились продать игрока в «Спортинг», заплативший за переход полузащитника 2,1 миллиона евро. В Спортинге Данни завоевал свой первый трофей, выйдя на замену на 58 минуте в матче Суперкубка Португалии против «Лейшойнша» 18 августа 2002 года, завершившегося победой Спортинга со счётом 5:1. 27 августа того же года Данни дебютировал в еврокубках в матче 3 кв. раунда Лиги чемпионов против Интера, заменив на 75 минуте Рикарду Куарежму. В конце 2002 года вернулся в «Маритиму» на правах аренды (в тот момент «Маритиму» тренировал Анатолий Бышовец, который, по собственным воспоминаниям футболиста, «мне много дал, так как я был очень молодым парнем»), где провёл ещё полтора сезона. По завершении аренды летом 2004 года вернулся в Спортинг, где играл до зимнего трансферного окна. Сыграл 41 матч за различные юношеские и молодёжные сборные.

### «Динамо»
В феврале 2005 года Данни вошёл в число португальских футболистов, перешедших в зимнее трансферное окно в московское «Динамо», среди которых также были Манише и Дерлей. Сумма трансфера Данни составила 2 млн евро. Дебютировал в новом клубе 9 марта 2005 года в кубковом матче против «Крыльев Советов» (1:1). В 2005 году был признан лучшим игроком клуба по опросу среди болельщиков. В клубе провёл 94 игры (79 в чемпионате России и 15 в Кубке) и забил 16 голов (12 в чемпионате и 4 в Кубке России). Отказался выступать за сборную Венесуэлы, надеясь дождаться вызова в главную сборную Португалии.
Его гол в ворота «Ростова» был признан лучшим голом чемпионата России 2007 года по опросу посетителей сайта Sports.ru.
Перед чемпионатом Европы 2008 года Данни был включен в расширенный список кандидатов в сборную Португалии, однако в список 23-х не попал. В августе 2008 года перешёл в петербургский «Зенит» за 30 млн евро, прописанных в качестве отступных в его контракте, что стало самым дорогим внутренним трансфером в российской премьер-лиге на тот момент.

### «Зенит»
В дебютном матче за «Зенит» за Суперкубок УЕФА против «Манчестер Юнайтед», выигранном «Зенитом» со счётом 2:1, Данни провёл на поле все 90 минут, забил победный мяч и был признан лучшим игроком матча.
Некоторые специалисты считают, что Данни был приобретен на смену Аршавину. Несмотря на то, что они образовывали хорошую атакующую связку, Аршавин был продан в «Арсенал» через полгода после покупки Данни, а Мигель в следующем сезоне взял себе его десятый игровой номер.
14 мая 2009 года во время тренировки Данни получил тяжёлую травму. Во время выполнения беговых упражнений он почувствовал резкую боль в колене; затем были проведены обследования, показавшие, что у него разрыв передней крестообразной связки правого колена. После операции в Португалии в конце мая Данни потребовалось 6 месяцев на восстановление, что лишило его возможности выйти на поле до конца сезона.
13 марта 2010 года вновь вышел в стартовом составе за «Зенит» в первом туре чемпионата России 2010, отыграл весь матч и забил единственный гол в матче, ставший для команды победным.
14 июня 2011 года подписал с «Зенитом» новый контракт на 4 года. 18 сентября, в матче 24 тура чемпионата России против «Рубина», сделал дубль, принеся своей команде победу со счётом 3:2. 29 сентября Данни провёл свой 100-й матч за клуб; в этой встрече, против «Порту» в Лиге чемпионов, он забил гол, после чего подошёл к угловому флагу и изобразил «писающую собачку», что чрезвычайно не понравилось болельщикам португальской команды. 28 ноября Данни забил 2500-й гол «Зенита» в чемпионатах России.
5 февраля 2012 года Данни на тренировке получил травму крестообразных связок и выбыл на 8 месяцев. 2 ноября впервые вышел на поле в матче против «Ростова», и благодаря его комбинации вместе с Кришито Роман Широков забил победный гол, а «Зенит» победил 2:1.
21 ноября 2012 года Данни забил свой первый гол в Лиге чемпионов 2012/2013 испанской «Малаге». Матч закончился со счетом 2:2. 26 ноября был назначен капитаном «Зенита». 4 декабря забил единственный гол в матче Лиги чемпионов против «Милана»; это позволило «Зениту» занять третье место в группе и попасть в Лигу Европы.
3 августа 2013 года Данни оформил хет-трик в ворота нижегородской «Волги», что позволило «Зениту» одержать победу в гостевом матче со счётом 3:1. Этот хет-трик стал для португальца первым в российской карьере. В августе Данни в шести встречах забил шесть голов и трижды ассистировал партнёрам; по итогам месяца он стал обладателем премии «Лучший игрок месяца».
Данни сменил номер 10 на 35. Он принял такое решение, поскольку под этим же номером он начинал свою профессиональную карьеру в португальском «Маритиму». 35-й номер не использовался игроками основного состава «Зенита» более 15 лет.
Забив 13 августа 2014 года гол в ворота «Урала», вошёл в список 10 лучших бомбардиров за всю историю «Зенита». Матч группового этапа против «Бенфики», стал для Данни 50-м за «Зенит» в еврокубковых турнирах. 26 октября в матче против «Мордовии», забив мяч и отдав голевую передачу, довёл количество своих голов и результативных передач за петербуржский клуб в чемпионатах России до круглой цифры — 100. 5 апреля 2014 года Данни провёл 200-й матч за «Зенит».
К концу контракта с «Зенитом» летом 2015 года заинтересовался переходом в «Бешикташ».
28 мая 2015 года на специальной пресс-конференции заявил, что покидает «Зенит», поскольку не смог договориться о продлении контракта, однако 5 июня клуб объявил о продлении контракта с Данни на два года. 5 июля Данни снова взял себе 10-й номер в «Зените», который освободился после ухода из команды Андрея Аршавина.
16 апреля 2016 года во время матча со «Спартаком» получил тяжелую травму — разрыв крестообразной связки правого колена. Эта травма стала для него третьей в карьере. Он перенес третью по счету операцию и выбыл из строя на 12-14 месяцев. Первый раз после травмы вышел на поле 16 января 2017 года в товарищеской игре против китайского клуба «Чанчунь Ятай», который «Зенит» выиграл со счётом 5:2. Сам футболист отыграл 30 минут.
5 июня 2017 года «Зенит» опубликовал на своем сайте информацию о том, что не будет продлевать контракт с Данни.

### «Славия»
27 июня 2017 года подписал контракт с пражской «Славией». 15 июня 2018 года на своей странице в Instagram Данни объявил о расторжении контракта. Всего за клуб сыграл 33 матча и забил два гола во всех турнирах.

### Возвращение в «Маритиму»
22 июля 2018 года стало известно, что Данни вернулся в свой родной клуб на правах свободного агента.

### Карьера в сборной
Данни отказался выступать за сборную Венесуэлы, надеясь дождаться вызова в главную сборную Португалии. 20 августа 2008 года дебютировал в составе сборной Португалии в товарищеском матче против сборной Фарерских островов (5:0). Мигел вышел на замену на 55-й минуте под 18-м номером и сразу имел хороший момент, но попал в перекладину. Также после его паса от углового флажка едва не забил Симан. В сборной Португалии действовал несколько глубже, чем в клубе, был активен, брал игру на себя, раздавал острые передачи.
В стартовом составе сборной впервые вышел 15 октября 2008 года в матче против сборной Албании. Эта игра закончилась со счётом 0:0. Сборная Албании ещё в первом тайме осталась в меньшинстве, но это не помогло сборной Португалии победить. Счёт остался неизменным, хотя многие португальцы могли забить, в том числе и Данни. Во втором тайме Данни был заменён на Нани.
19 ноября 2008 года Данни сыграл весь матч с бразильцами и на 5-й минуте открыл счёт, но, несмотря на это, португальцы проиграли со счётом 2:6.
Перед чемпионатом мира в ЮАР сборная Португалии играла матч со сборной Мозамбика, где Данни забил гол и отдал голевую передачу. Гол стал 800-м голом сборной в истории. На чемпионате мира сыграл три матча, в том числе в плей-офф против Испании, когда португальцы уступили 0:1 и выбыли из турнира.
Данни оказался вне списка сборной на чемпионат мира 2014 в Бразилии, хотя выдал хороший сезон в клубе. Весной 2016 года получил серьёзную травму в игре за «Зенит» и не вошёл в заявку на победный для сборной Португалии чемпионат Европы во Франции.

#### Голы за сборную Португалии
| № | Дата            | Место                                         | Противник | Счёт | Результат | Соревнование                |
| - | --------------- | --------------------------------------------- | --------- | ---- | --------- | --------------------------- |
| 1 | 20 ноября 2008  | Безеррао, Федеральный округ, Бразилия         | Бразилия  | 1:0  | 2:6       | Товарищеский матч           |
| 2 | 8 июня 2010     | Бидвест Уондерерс, Йоханнесбург, Южная Африка | Мозамбик  | 1:0  | 3:0       | Товарищеский матч           |
| 3 | 3 сентября 2010 | Афонсу Энрикиш, Гимарайнш, Португалия         | Кипр      | 3:2  | 4:4       | ЕВРО-2012 (отбор, группа Н) |
| 4 | 2 сентября 2011 | ГСП, Никосия, Кипр                            | Кипр      | 4:0  | 4:0       | ЕВРО-2012 (отбор, группа Н) |

## Достижения

### Командные
«Спортинг»
- Обладатель Суперкубка Португалии: 2002

«Зенит»
- Обладатель Суперкубка УЕФА: 2008
- Чемпион России: (3) 2010, 2011/12, 2014/15
- Обладатель Кубка России: (2) 2009/10, 2015/16
- Обладатель Суперкубка России: (2) 2011, 2015
- Серебряный призёр чемпионата России: (2) 2013, 2014
- Финалист Суперкубка России: 2013
- Бронзовый призёр чемпионата России: (3) 2009, 2016, 2017

«Славия»
- Обладатель Кубка Чехии: 2017/18

### Личные
- В списках 33 лучших футболистов чемпионата России: (7) № 1 — 2008, 2010, 2013/14, 2014/15; № 2 — 2011/12, 2015/16; № 3 — 2007
- Лучший игрок матча за Суперкубок УЕФА-2008[38]
- Лучший иностранный футболист Премьер-Лиги по версии РФС: 2010
- Футболист года в России (еженедельник «Футбол»): 2010
- Футболист года в России (Спорт-Экспресс): 2010

## Статистика

### Клубная
| Выступление         | Выступление         | Выступление         | Лига | Лига | Кубок | Кубок | Еврокубки | Еврокубки | Прочее | Прочее | Итого | Итого |
| Клуб                | Лига                | Сезон               | Игры | Голы | Игры  | Голы  | Игры      | Голы      | Игры   | Голы   | Игры  | Голы  |
| ------------------- | ------------------- | ------------------- | ---- | ---- | ----- | ----- | --------- | --------- | ------ | ------ | ----- | ----- |
| Маритиму            | Примейра            | 2001/02             | 20   | 5    | 2     | 0     | —         | —         | —      | —      | 22    | 5     |
| Спортинг (Лиссабон) | Примейра            | 2002/03             | 1    | 0    | 2     | 1     | 2         | 0         | 1      | 0      | 6     | 1     |
| Маритиму            | Примейра            | 2002/03             | 15   | 0    | 0     | 0     | —         | —         | —      | —      | 15    | 0     |
| Маритиму            | Примейра            | 2003/04             | 29   | 1    | 2     | 2     | —         | —         | —      | —      | 31    | 3     |
| Маритиму            | Итого               | Итого               | 44   | 1    | 2     | 2     | —         | —         | —      | —      | 46    | 3     |
| Спортинг (Лиссабон) | Примейра            | 2004/05             | 9    | 0    | 2     | 0     | 3         | 0         | —      | —      | 14    | 0     |
| Спортинг (Лиссабон) | Итого за «Спортинг» | Итого за «Спортинг» | 10   | 0    | 4     | 1     | 5         | 0         | 1      | 0      | 20    | 1     |
| Динамо (Москва)     | Премьер-лига        | 2005                | 27   | 4    | 4     | 2     | —         | —         | —      | —      | 31    | 6     |
| Динамо (Москва)     | Премьер-лига        | 2006                | 24   | 2    | 5     | 1     | —         | —         | —      | —      | 29    | 3     |
| Динамо (Москва)     | Премьер-лига        | 2007                | 28   | 5    | 6     | 1     | —         | —         | —      | —      | 34    | 6     |
| Динамо (Москва)     | Премьер-лига        | 2008                | 18   | 5    | 1     | 0     | —         | —         | —      | —      | 19    | 5     |
| Динамо (Москва)     | Итого               | Итого               | 97   | 17   | 16    | 4     | —         | —         | —      | —      | 113   | 21    |
| Зенит (СПб)         | Премьер-лига        | 2008                | 10   | 5    | 0     | 0     | 6         | 2         | 1      | 1      | 17    | 8     |
| Зенит (СПб)         | Премьер-лига        | 2009                | 8    | 0    | 0     | 0     | 4         | 0         | —      | —      | 12    | 0     |
| Зенит (СПб)         | Премьер-лига        | 2010                | 27   | 10   | 4     | 0     | 8         | 2         | —      | —      | 39    | 12    |
| Зенит (СПб)         | Премьер-лига        | 2011/12             | 27   | 9    | 3     | 2     | 10        | 1         | 1      | 0      | 41    | 12    |
| Зенит (СПб)         | Премьер-лига        | 2012/13             | 12   | 2    | 2     | 0     | 7         | 2         | 0      | 0      | 21    | 4     |
| Зенит (СПб)         | Премьер-лига        | 2013/14             | 26   | 13   | 0     | 0     | 9         | 3         | 1      | 0      | 36    | 16    |
| Зенит (СПб)         | Премьер-лига        | 2014/15             | 28   | 3    | 0     | 0     | 15        | 2         | —      | —      | 43    | 5     |
| Зенит (СПб)         | Премьер-лига        | 2015/16             | 23   | 6    | 3     | 0     | 8         | 1         | —      | —      | 34    | 7     |
| Зенит (СПб)         | Премьер-лига        | 2016/17             | 12   | 4    | 0     | 0     | 2         | 0         | 0      | 0      | 14    | 4     |
| Зенит (СПб)         | Итого               | Итого               | 173  | 52   | 12    | 2     | 69        | 13        | 3      | 1      | 257   | 68    |
| Славия (Прага)      | Первая лига         | 2017/18             | 21   | 1    | 4     | 0     | 7         | 1         | —      | —      | 32    | 2     |
| Славия (Прага)      | Итого               | Итого               | 21   | 1    | 4     | 0     | 7         | 1         | —      | —      | 32    | 2     |
| Маритиму            | Примейра            | 2018/19             | 13   | 0    | 3     | 0     | —         | —         | —      | —      | 16    | 0     |
| Маритиму            | Итого за «Маритиму» | Итого за «Маритиму» | 77   | 6    | 7     | 2     | —         | —         | —      | —      | 84    | 8     |
| Всего за карьеру    | Всего за карьеру    | Всего за карьеру    | 378  | 76   | 43    | 9     | 81        | 14        | 4      | 1      | 506   | 100   |

zerozero.pt
transfermarkt.com

### Сборная
| Португалия | Португалия | Португалия |
| Год        | Игр        | Голов      |
| ---------- | ---------- | ---------- |
| 2008       | 5          | 1          |
| 2009       | 3          | 0          |
| 2010       | 10         | 2          |
| 2011       | 5          | 1          |
| 2012       | 0          | 0          |
| 2013       | 3          | 0          |
| 2014       | 4          | 0          |
| 2015       | 6          | 0          |
| 2016       | 2          | 0          |
| Всего      | 38         | 4          |

#### Матчи и голы за сборную
| Матчи и голы Данни за сборную Португалии | Матчи и голы Данни за сборную Португалии | Матчи и голы Данни за сборную Португалии | Матчи и голы Данни за сборную Португалии | Матчи и голы Данни за сборную Португалии | Матчи и голы Данни за сборную Португалии |
| №                                        | Дата                                     | Соперник                                 | Счёт                                     | Голы Данни                               | Соревнование                             |
| ---------------------------------------- | ---------------------------------------- | ---------------------------------------- | ---------------------------------------- | ---------------------------------------- | ---------------------------------------- |
| 1                                        | 20 августа 2008                          | Фарерские острова                        | 5:0                                      | −                                        | Товарищеский матч                        |
| 2                                        | 10 сентября 2008                         | Дания                                    | 2:3                                      | −                                        | Отборочные матчи ЧМ-2010                 |
| 3                                        | 11 октября 2008                          | Швеция                                   | 0:0                                      | −                                        | Отборочные матчи ЧМ-2010                 |
| 4                                        | 15 октября 2008                          | Албания                                  | 0:0                                      | −                                        | Отборочные матчи ЧМ-2010                 |
| 5                                        | 19 ноября 2008                           | Бразилия                                 | 2:6                                      | 1                                        | Товарищеский матч                        |
| 6                                        | 11 февраля 2009                          | Финляндия                                | 1:0                                      | −                                        | Товарищеский матч                        |
| 7                                        | 28 марта 2009                            | Швеция                                   | 0:0                                      | −                                        | Отборочные матчи ЧМ-2010                 |
| 8                                        | 31 марта 2009                            | ЮАР                                      | 2:0                                      | −                                        | Товарищеский матч                        |
| 9                                        | 24 мая 2010                              | Кабо-Верде                               | 0:0                                      | −                                        | Товарищеский матч                        |
| 10                                       | 1 июня 2010                              | Камерун                                  | 3:1                                      | −                                        | Товарищеский матч                        |
| 11                                       | 8 июня 2010                              | Мозамбик                                 | 3:0                                      | 1                                        | Товарищеский матч                        |
| 12                                       | 15 июня 2010                             | Кот-д’Ивуар                              | 0:0                                      | −                                        | Финальные матчи ЧМ-2010                  |
| 13                                       | 25 июня 2010                             | Бразилия                                 | 0:0                                      | −                                        | Финальные матчи ЧМ-2010                  |
| 14                                       | 29 июня 2010                             | Испания                                  | 0:1                                      | −                                        | Финальные матчи ЧМ-2010                  |
| 15                                       | 3 сентября 2010                          | Кипр                                     | 4:4                                      | 1                                        | Отборочные матчи ЧЕ-2012                 |
| 16                                       | 7 сентября 2010                          | Норвегия                                 | 0:1                                      | -                                        | Отборочные матчи ЧЕ-2012                 |
| 17                                       | 12 октября 2010                          | Исландия                                 | 3:1                                      | -                                        | Отборочные матчи ЧЕ-2012                 |
| 18                                       | 17 ноября 2010                           | Испания                                  | 4:0                                      | −                                        | Товарищеский матч                        |
| 19                                       | 9 февраля 2011                           | Аргентина                                | 1:2                                      | -                                        | Товарищеский матч                        |
| 20                                       | 26 марта 2011                            | Чили                                     | 1:1                                      | -                                        | Товарищеский матч                        |
| 21                                       | 29 марта 2011                            | Финляндия                                | 2:0                                      | -                                        | Товарищеский матч                        |
| 22                                       | 10 августа 2011                          | Люксембург                               | 5:0                                      | -                                        | Товарищеский матч                        |
| 23                                       | 2 сентября 2011                          | Кипр                                     | 4:0                                      | 1                                        | Отборочные матчи ЧЕ-2012                 |
| 24                                       | 6 февраля 2013                           | Эквадор                                  | 2:3                                      | -                                        | Товарищеский матч                        |
| 25                                       | 26 марта 2013                            | Азербайджан                              | 2:0                                      | -                                        | Отборочные матчи ЧМ-2014                 |
| 26                                       | 14 августа 2013                          | Нидерланды                               | 1:1                                      | -                                        | Товарищеский матч                        |
| 27                                       | 11 октября 2014                          | Франция                                  | 1:2                                      | -                                        | Товарищеский матч                        |
| 28                                       | 14 октября 2014                          | Дания                                    | 1:0                                      | -                                        | Отборочные матчи ЧЕ-2016                 |
| 29                                       | 14 ноября 2014                           | Армения                                  | 1:0                                      | -                                        | Отборочные матчи ЧЕ-2016                 |
| 30                                       | 18 ноября 2014                           | Аргентина                                | 1:0                                      | -                                        | Товарищеский матч                        |
| 31                                       | 29 марта 2015                            | Сербия                                   | 2:1                                      | -                                        | Отборочные матчи ЧЕ-2016                 |
| 32                                       | 13 июня 2015                             | Армения                                  | 2:3                                      | -                                        | Отборочные матчи ЧЕ-2016                 |
| 33                                       | 4 сентября 2015                          | Франция                                  | 0:1                                      | -                                        | Товарищеский матч                        |
| 34                                       | 7 сентября 2015                          | Албания                                  | 0:1                                      | -                                        | Отборочные матчи ЧЕ-2016                 |
| 35                                       | 8 октября 2015                           | Дания                                    | 1:0                                      | -                                        | Отборочные матчи ЧЕ-2016                 |
| 36                                       | 11 октября 2015                          | Сербия                                   | 1:2                                      | -                                        | Отборочные матчи ЧЕ-2016                 |
| 37                                       | 25 марта 2016                            | Болгария                                 | 0:1                                      | -                                        | Товарищеский матч                        |
| 38                                       | 29 марта 2016                            | Бельгия                                  | 2:1                                      | -                                        | Товарищеский матч                        |

Итого: 38 матчей / 4 гола; 19 побед, 9 ничьих, 10 поражений.

## Личная жизнь
Супруга Петра. Двое сыновей-близнецов — Бернанду и Франсишку родились 14 апреля 2004 года, менее чем через год переехали с отцом в Россию. Стали обучаться в Академии ФК «Зенит»; в 2021 году оба заключили профессиональные контракты с клубом «Маритиму». В мае 2016 оба получили российское гражданство. Дочь Эмили (род. 28 апреля 2017).
В Венесуэле имя футболиста звучало как Да́нни (с ударением на букву а), в Португалии стало Данни́ (с ударением на букву и).
Имеет множество татуировок: портреты сыновей выбиты на лопатках папы, а имена — на предплечьях; буква Д в виде динамовской эмблемы выбита на правом предплечье — Данни утверждал, что это первая буква его имени. В 2015 году на плече набил татуировку в виде панорамы Санкт-Петербурга, на которой изображены разведённый Дворцовый мост, Петропавловская крепость и Ростральные колонны.